# 91213 Botchan
91213 Botchan è un asteroide della fascia principale. Scoperto nel 1998, presenta un'orbita caratterizzata da un semiasse maggiore pari a 2,1763373 UA e da un'eccentricità di 0,1709196, inclinata di 4,52341° rispetto all'eclittica.